# アロイス・ルッツ
アロイス・ルッツ（Alois Lutz、1898年 - 1918年）は、オーストリアのフィギュアスケート選手（男子シングル）。ルッツジャンプを考案し、1913年の競技会で初披露した。

## 経歴
1898年、当時フィギュアスケートの世界的な中心地であったウィーンで生まれた。
1913年にルッツジャンプを考案した。このルッツジャンプはトウピックを使ったジャンプとして最初に考案されたジャンプであった。
フィギュアスケートの国際競技会の出場、オーストリア選手権でのメダルの獲得もなかった。
19歳のとき肺結核で亡くなっている。
そのため、残された資料がほとんど無い。